# كيفن بورنس (كاتب)
كيفن بورنس (بالإنجليزية: Kevin Burns)‏ هو منتج أفلام وكاتب سيناريو ومنتج تلفزيوني أمريكي، ولد في 18 يونيو 1955 في سكنيكتادي في الولايات المتحدة.

## وصلات خارجية
- كيفن بورنس على موقع IMDb (الإنجليزية)
- كيفن بورنس على موقع ألو سيني (الفرنسية)
- كيفن بورنس على موقع ميوزك برينز (الإنجليزية)
- كيفن بورنس على موقع أول موفي (الإنجليزية)
- كيفن بورنس على موقع قاعدة بيانات الأفلام السويدية (السويدية)
- كيفن بورنس على موقع قاعدة بيانات الفيلم (الإنجليزية)
- كيفن بورنس على موقع كينوبويسك (الروسية)